# Антонио Гримани
Антонио Гримани (на италиански: Antonio Grimani) е 76-и венециански дож от 1521 до 1523 г.

## Биография
Антонио Гримани произлиза от сравнително бедно семейство. Той се впуска в търговията и успява да натрупа богатство.
Жени се за Катерина Лоредан от знатния род Лоредан и тя му ражда пет деца, които Гримани успява да урежди на важни административни и църковни длъжности. Въпреки че със собствените си усилия Гримани си спечелва обществено положение,той не прави политическа кариера и едва вече възрастен през 1494 г. за първи път е назначен за „морски капитан“ (Capitano da Mar – командир на флота).
През 1499 г. при избухването на нова война между Венеция и Османската империя, въпреки малкия си военен опит в качеството си на капитан командва флота и очаквано се стига до поражение на венецианците на 19 август в битката при Сапиенца и на 25 август при нос Зончио или Зонклон северно от Пилос. Това скандализира общественото мнение във Венеция, където видели в това поражение унижение за републиката. Гримани е освободен от длъжност и върнат във Венеция под ескорт като е заплашен дори от линчуване от тълпата. Все пак става ясно, че се касае за обща грешка на офицерското командване и вината от него е снета, но въпреки това той е заточен на остров Црес, откъдето успява да избяга и се прехвърля в Рим до 1509 г.
През 1509 г. благодарение на добрата служба на синовете си е помилван и му е върнат поста прокуратор. Въпреки напредналата си възраст е избран за дож на 6 юли 1521 г. Под негово управление Венеция се впуска във войната в Италия през същата година и Гримани е единственият съюзник на френския крал Франсоа I, който не го изоставя.
Гримани умира на 7 май 1523 г. (на връщане от сватбата на внука си).

## Семейство
След женитбата на Гримани с благородничката Катерина Лоредан и издигането му в редиците на новата аристокрация, мнозина от потомците му правят политическа или църковна кариера. Фамилията дава трима кардинали, трима дожове, дипломати и адмирали. Някои от по-известните му потомци са:
- синът му Доменико Гримани (1461 – 1523) – кардинал;
- племенникът му Марко Гримани (1494 – 1544)(it) – патриарх на Аквилея;
- внукът му Марино Гримани (ок. 1488 – 1546) – кардинал;
- Марино Гримани – 89-и дож;
- Пиетро Гримани – 115-и дож.